# Harry Voigt
Harry Voigt, född 15 juni 1913 i Berlin, död 29 oktober 1986 i Barrer i Niedersachsen, var en tysk friidrottare.
Voigt löpte tredjesträckan i det tyska laget som vann 4x400 meter vid EM 1934. Övriga sträckor löptes av Helmut Hamann, Hans Scheele och Adolf Metzner.
Voigt blev även olympisk bronsmedaljör på 4 x 400 meter vid sommarspelen 1936 i Berlin.